# Vasile Rebreanu (tatăl)
Vasile Rebreanu (n. 1862 – d. 1914), este tatăl prozatorului Liviu Rebreanu. George Călinescu informează că a fost coleg de școală, de clasa și bancă, cu poetul George Coșbuc. Învățător de profesie, era și culegător de folclor, colaborând la diferite gazete din Ardeal. 
În romanele lui  Liviu Rebreanu a fost prototipul învățătorului Herdelea. 